# Полуполушка
Полуполушка (полполушки) — медная монета, выпускавшаяся в Российской империи при Петре Первом в 1700 году. Полуполушка имела номинал в ½ полушки, ¼ деньги и, соответственно, ⅛ копейки.
Известен лишь один выпуск полуполушки, осуществлённый в 1700 году. Чекан монеты столь мелкого номинала оказался невыгоден и больше не осуществлялся. На аверсе изображён двуглавый орёл, на реверсе — номинал и дата чеканки кириллическими цифрами.

Выпуску медных денег и полушек в 1700 г. предшествовала специальная разъяснительная работа. В людных местах были вывешены листы с текстом царского указа о новых монетах. Этот же указ зачитывался после богослужений в церквах и в течение многих дней «кликался» бирючами на рынках. В указе говорилось, что новые монеты выпущены исключительно для облегчения мелкой торговли и гарантировалось полное равенство их и серебряных копеек перед казной.— И. Г. Спасский, Русская монетная система
Как и другие медные деньги 1700 года, полуполушка чеканилась на Набережном монетном дворе в Москве. Именной указ от 20 октября 1699 года провозглашал, что делается это «для всенародной пользы и для общей прибыли ко всякому торгу». В отдельном указе от 11 (22) марта 1700 года, который официально объявлял о начале медной чеканки, было сказано, что «медные денежки, полушки и полуполушки… делают и впредь будут делать на Москве, на денежном дворе тисненные, а не литые и не кованные».